# 20317 Hendrickson
20317 Hendrickson è un asteroide della fascia principale. Scoperto nel 1998, presenta un'orbita caratterizzata da un semiasse maggiore pari a 2,6264906 UA e da un'eccentricità di 0,0118802, inclinata di 3,74810° rispetto all'eclittica.